# 無所属団
無所属団（むしょぞくだん、旧字体：無所󠄁屬團）とは、大日本帝国憲法下における貴族院における院内会派の名称。正式名称は「無所属」であるが、貴族院議員は法律上はほとんどが無所属であり、またこの会派も含めたどこの会派にも属していない「純無所属」議員との区別が付かなくなってしまう為にこの名称で呼ばれる事が多い。また、明治から大正前期と大正後期から昭和にかけて相互に関係のない同一名称の会派が存在しているため、便宜上前者を「第一次無所属」、後者を「第二次無所属」と呼んで区別する。

## 第一次無所属
1898年頃に成立して1919年11月25日まで続いた会派。ただし、正式な会派として認められたのは、1911年3月20日である。
1898年に憲政党による日本初の政党内閣である第1次大隈内閣が成立した事に危機感を抱いた高橋新吉・坊城俊章・有地品之允ら少数の純無所属議員が政党内閣に反対して超然主義を擁護するために結成した集団が原点であるが、当時は少数で院内交渉会派としては成立せず、もっぱら考え方の近い茶話会と行動をともにする事が多かった。このため、両会派を合わせて「幸倶楽部派」とも呼んだ。ところが、1910年の木曜会の内紛によって清交会を結成したグループが会派を維持できずに翌年に解散すると、その一部議員が「無所属」に入会したため、会派としての資格を得た。
さて、この木曜会及び清交会は、元々男爵議員が集まって構成されていた会派であったが、1919年に入って、各会派に散らばっていた男爵議員による統一会派結成運動が起きると、「無所属」の男爵議員もこれに呼応して合流、公正会を結成したため、「無所属」はその議員数を大幅に減らして会派として存続の危機を迎える。そこで同じく男爵議員の離脱による議員数の減少によって危機的状況に陥った土曜会との合併を図った。かくして、11月15日に土曜会残留者の受け皿として結成された新会派・同成会に10日遅れで「無所属」の残り議員が合流すると言う形で合併、同成会に参加することになった。

## 第二次無所属
1921年12月16日に成立して1928年2月1日まで続いた会派。
最大会派研究会に所属していた岡田良平ら10名の勅選議員が、研究会と原内閣との連携に反発して会派離脱を行い、これに細川護立ら一部の純無所属議員を加えて25名で発足した。反研究会の立場から、茶話会などと行動をともにする事が多かった。当時、茶話会を中心としていた「幸倶楽部派」は3会派（茶話会・同成会・公正会）から構成されて「幸三派」とも呼ばれていたため、これに「無所属」を加えて幸四派あるいは幸無三派と呼ばれた。
ところが、1927年に研究会を離脱した近衛文麿が公爵・侯爵議員らと結成していた超会派の親睦団体火曜会の会派化を計画する。これに侯爵である細川らは応じたものの、近衛は公爵・侯爵以外の議員の加入を一切拒否したために、「無所属」に属していた伯爵以下の議員や勅選議員は拠り所を失くしてしまう。そこで研究会の攻勢によって議席を減らしていた茶話会が合併を提案、これを受けて1928年2月1日に両会派は合併して新会派・同和会を結成した。